# Liga Sudamericana
Die Liga Sudamericana ist eine übernationale Basketballliga für Herren-Basketballvereine aus Südamerika.
Darin spielen 15 Basketballteams aus Argentinien, Brasilien, Chile, Paraguay, Peru, Uruguay und Venezuela.

## Wettbewerbe
| Jahr    | Champion                         | Resultat                     | Gegner                                  |
| ------- | -------------------------------- | ---------------------------- | --------------------------------------- |
| 1996    | Olimpia BBC                      | 2-0                          | Corinthians São Paulo                   |
| 1997    | AD Atenas                        | 2-1                          | Corinthians São Paulo                   |
| 1998    | AD Atenas                        | 2-0                          | Franca BC (Franca, SP)                  |
| 1999    | CR Vasco da Gama                 | 2-0                          | Boca Juniors                            |
| 2000    | CR Vasco da Gama                 | 3-2                          | AD Atenas                               |
| 2001    | Estudiantes de Olavarría         | 3-1                          | Gimnasia y Esgrima (Comodoro Rivadavia) |
| 2002    | CD Libertad                      | 3-1                          | CR Vasco da Gama                        |
| 2003    | Wettbewerb nicht ausgetragen     | Wettbewerb nicht ausgetragen | Wettbewerb nicht ausgetragen            |
| 2004    | AD Atenas                        | 3-2                          | Unit Uberlândia                         |
| 2005    | Unitri/Uberlândia                | 3-1                          | Universo/Ajax                           |
| 2006    | CS Ben Hur                       | 3-1                          | COC Ribeirão Preto                      |
| 2007    | CD Libertad                      | 3-1                          | BC Franca                               |
| 2008    | CR Corrientes                    | 3-1                          | Flamengo Rio de Janeiro                 |
| 2009.I  | Flamengo Rio de Janeiro          | 3-1                          | AA Quisma                               |
| 2009.II | AA Quisma                        | 3-1                          | CD Libertad (Sunchales)                 |
| 2010    | UniCEUB/Brasília                 | 96 - 86                      | Flamengo Rio de Janeiro                 |
| 2011    | CA Obras Sanitarias de la Nación | 88 - 73                      | EC Pinheiros                            |

| Verein                                                   | Land        | Titel |
| -------------------------------------------------------- | ----------- | ----- |
| AD Atenas (Córdoba)                                      | Argentinien | 3     |
| CR Vasco da Gama (Rio de Janeiro)                        | Brasilien   | 2     |
| CD Libertad (Sunchales, Santa Fe)                        | Argentinien | 2     |
| CS Ben Hur (Rafaela, Santa Fe)                           | Argentinien | 1     |
| Estudiantes de Olavarria                                 | Argentinien | 1     |
| Olimpia BBC (Venado Tuerno, Santa Fe)                    | Argentinien | 1     |
| Universidade do Triângulo / Tênis Clube (Uberlândia, MG) | Brasilien   | 1     |
| CR Corrientes                                            | Argentinien | 1     |
| Flamengo Rio de Janeiro (Rio de Janeiro)                 | Brasilien   | 1     |
| UniCEUB/Brasília                                         | Brasilien   | 1     |
| CA Obras Sanitarias de la Nación (Buenos Aires)          | Argentinien | 1     |